# گونار اوکرلوند
گونار اوکرلوند (انگلیسی: Gunnar Åkerlund؛ ۲۰ نوامبر ۱۹۲۳ – ۴ اکتبر ۲۰۰۶) قایقران کانو اهل سوئد بود.
وی در مسابقات کشوری و بین‌المللی در مجموع برندهٔ ۳ مدال طلا، ۲ مدال نقره شده‌است.